# Federalny akt oskarżenia Donalda Trumpa (sprawa utrudniania wyborów)
United States of America v. Donald J. Trump – toczące się federalne postępowanie karne przeciwko Donaldowi Trumpowi, prezydentowi Stanów Zjednoczonych w latach 2017–2021, dotyczące jego rzekomego udziału w próbach unieważnienia wyborów prezydenckich w USA w 2020, w tym jego zaangażowania w ataku na Kapitol 6 stycznia.
Trump zakwestionował wyniki wyborów prezydenckich w 2020, twierdząc, że doszło do oszustwa wyborczego poprzez głosowanie korespondencyjne, nieprawidłowości w maszynach do głosowania, głosowanie przez „martwych wyborców” i inne nieprawidłowości. Bezpośrednio próbował też unieważnić wyniki wyborów za pomocą  spisku, w którym stworzone miały być protrumpowskie, fałszywe kolegia elektorskie. Trump naciskał na ówczesnego wiceprezydenta Mike’a Pence’a, aby policzył głosy fałszywych elektorów zamiast elektorów certyfikowanych przez legislatury stanów. Departament Sprawiedliwości wszczął dochodzenie w sprawie spisku w styczniu 2022, rozszerzając je na wydarzenia z 6 stycznia. W listopadzie 2022 prokurator generalny Merrick Garland wyznaczył Jacka Smitha do poprowadzenia śledztwa specjalnego doradcy obejmującego śledztwa w sprawie prób unieważnienia wyborów i postępowania Trumpa z dokumentami rządowymi.
1 sierpnia 2023 wielka ława przysięgłych postawiła Trumpowi w Sądzie Dystryktu Kolumbii cztery zarzuty za jego postępowanie po wyborach prezydenckich w 2020 aż do ataku na Kapitol z 6 stycznia: spisek przeciwko Stanom Zjednoczonym na mocy Tytułu 18. Kodeksu Stanów Zjednoczonych, utrudnianie oficjalnego postępowania i spisek mający na celu utrudnianie oficjalnego postępowania na podstawie Ustawy Sarbanes-Oxley oraz spisek przeciwko prawom na mocy ustawy o egzekwowaniu prawa z 1870. Akt oskarżenia wymienił sześciu anonimowych współspiskowców. To trzecie postępowanie karne przeciwko Trumpowi i pierwsze przeciwko prezydentowi USA dotyczące działań podczas urzędowania. Trump pojawił się na rozprawie 3 sierpnia, gdzie nie przyznał się do winy. Zarzut z najdłuższym wyrokiem przewiduje maksymalną karę 20 lat pozbawienia wolności.
W dniu 2 lutego 2024 roku sędzia Tanya Chutkan powiedziała, że nie zaplanuje procesu, dopóki Sąd Apelacyjny Okręgu DC nie zdecyduje, czy Trump jest zwolniony z oskarżenia. Po tym, jak sąd jednogłośnie orzekł, że Trump nie jest zwolniony z oskarżenia, Trump odwołał się do Sądu Najwyższego Stanów Zjednoczonych, który orzekł 1 lipca, że byli prezydenci mają "pewien immunitet od ścigania karnego" za swoje "oficjalne akty" dokonane podczas ich prezydentury. W rezultacie 27 sierpnia specjalny doradca wydał uzupełniający akt oskarżenia, który utrzymał te same cztery zarzuty, ale pominął niektóre konkretne zarzuty.
Po wyborach Trumpa w listopadzie 2024 roku Smith złożył wniosek o oddalenie sprawy bez uszczerbku, powołując się na politykę Departamentu Sprawiedliwości polegającą na nieściganiu urzędujących prezydentów. Smith podobno planuje ustąpić przed objęciem urzędu przez Trumpa. 25 listopada 2024 roku sędzia Chutkan zatwierdził wniosek i oddalił zarzuty.

## Tło

### Oskarżenia o fałszerstwa wyborcze i próby unieważnienia wyborów
Podczas swojej kampanii prezydenckiej w 2016 Trump wielokrotnie podważał proces certyfikacji wyborów.  Podczas kampanii w Kolorado, Trump  bez dowodów stwierdził, że Partia Demokratyczna „[sfałszowała] wybory w lokalach wyborczych”. W październiku 2016 Trump w serii tweetów stwierdził, że podczas wyborów prezydenckich w 2016 dojdzie do szeroko zakrojonego oszustwa wyborczego. Stwierdzenia te powtórzył Rudy Giuliani, doradca prawny Trumpa. Trump kontynuował wyrażanie tych poglądów także w trakcie wyborów prezydenckich w 2020. Miesiącami przygotowywał argumenty na wypadek swojej porażki, głównie odnoszące się do głosowania korespondencyjnego. Już w sierpniu 2020  zatrudnił konserwatywną aktywistkę i prawniczkę Cletę Mitchell, aby pomóc mu w unieważnieniu wyborów. Departament Bezpieczeństwa Krajowego ostrzegał, że Rosja wzmacnia twierdzenia o oszustwach w głosowaniu korespondencyjnym celowo podważając zaufanie do całego procesu wyborczego. Dwa dni przed dniem wyborów Trump powiedział reporterom, że „zgłosi się do [swoich] prawników” zaraz po zakończeniu wyborów.
Wzmacniani przez prorządowych komentatorów i pozornie silne frekwencje na wiecach, sztab Trumpa był pewny, że wygra wybory.  W dniu wyborów wstępne ankiety w lokalach wyborczych pokazywały Trumpa na prowadzeniu, ponieważ jego zwolennicy byli bardziej skłonni do głosowania osobiście w czasie pandemii Covid-19, ale jego przewaga malała, gdy liczone były głosy korespondencyjne. Po ostatnim wystąpieniu kampanii Trumpa w Grand Rapids w stanie Michigan, jego syn Eric założył się, że zdobędzie co najmniej 322 głosy elektorskie. Na polecenie Giulianiego Trump ogłosił w przemówieniu wyborczym o godzinie 2 nad ranem w East Room, że wygrał wybory i że podawane wyniki są sfałszowane. Kiedy głosy były liczone, ekspert ds. danych kampanii, Matt Oczkowski, otwarcie poinformował Trumpa, że przegra wybory. Doradca Białego Domu Pat Cipollone powiedział mu, że unieważnienie wyników wyborów byłoby "pactem samobójczym". Pod kierownictwem  ówczesnego prokuratora generalnego Williama Barra Departament Sprawiedliwości nie znalazł szeroko zakrojonego oszustwa wyborczego. Były spiker Izby Reprezentantów Newt Gingrich  przewidywał, że wyborcy Trumpa wybuchną „wściekłością”, co podzielał lider republikanów w Izbie Reprezentantów Kevin McCarthy, który powiedział Laurze Ingraham w programie The Ingraham Angle, że Republikanie nie powinni „milczeć w tej sprawie”.
Trump i kilku współspiskowców wielokrotnie próbowali unieważnić wyniki wyborów. Śledztwo Departamentu Sprawiedliwości w tej sprawie skupiło się na realizacji spisku fałszywych elektorów Trumpa, w którym Trump i jego sojusznicy mieli sporządzić fałszywe certyfikaty potwierdzające, że to Trump jest zwycięzcą. Próba napisania tych dokumentów i przekonania republikańskich urzędników do ich podpisania została przeprowadzona przez prawników Trumpa, w tym Giulianiego i Johna Eastmana, którzy twierdzili, że w wyborach wystąpiły nieprawidłowości i zaproponowali utworzenie „alternatywnego” kolegium elektorów, podczas gdy oni zbierają dowody. Chociaż kilkudziesięciu tych elektorów się zgłosiło, żeby potwierdzić że Trump jest zwycięzcą w siedmiu stanach (Arizona, Georgia, Michigan, Nevada, Nowy Meksyk, Pensylwania i Wisconsin), chociaż wszystkie z tych stanów potwierdziło zwycięstwo Bidena. Pensylwania i Nowy Meksyk zgodziły się na to uznać Trumpa za zwycięzcę, jeśli ten odniósłby sukces w wielu procesach kwestionujących wybory. Spisek polegał na wysłaniu fałszywych list wyborczych do wiceprezydenta Mike’a Pence’a i wywarciu na nim presji, aby policzył fałszywe głosy. Jeżeli by to nie zadziałało sojusznicy Trumpa zakładali, że Pence mógłby uznać wybory za  „wadliwe” na mocy ustawy o liczeniu głosów (ang. Electoral Count Act) i pozwolić Izbie Reprezentantów na rozstrzygnięcie wyników.
W ciągu dwóch miesięcy po wyborach Trump wielokrotnie dzwonił do urzędników republikańskich w stanach, które Biden wygrał minimalną różnicą, prosząc ich o zmianę wyników i przyznanie mu zwycięstwa. Jednym z takich telefonów był kontakt z sekretarzem stanu Georgia Bradem Raffenspergerem z prośbą o „znalezienie 11 780 głosów”. Raffensperger nagrał i później opublikował tę rozmowę. Zarówno Trump, jak i Giuliani dzwonili do Rusty’ego Bowersa, spikera Izby Reprezentantów Arizony, prosząc go o zbadanie zarzutów oszustwa, ale odmówił on zrobienia tego bez dowodów. John Eastman również dzwonił do Bowersa 4 stycznia, pytając go, czy może cofnąć certyfikację wygranej Bidena w stanie, ale Bowers odmówił. Trump, jego prawnicy i republikańscy członkowie Kongresu również dzwonili lub spotykali się z urzędnikami stanowymi w Michigan i Pensylwanii, namawiając ich do stwierdzenia, że to właściwie Trump wygrał w ich stanach.

### Atak na Kapitol i śledztwa
19 grudnia 2020, sześć tygodni po przegranej w wyborach, Trump nawoływał swoich zwolenników na Twitterze do protestu w Waszyngtonie 6 stycznia, dnia w którym Kongres miał zatwierdzić wyniki wyborów, pisząc: „Bądźcie tam, będzie dziko!" W kolejnych tygodniach Trump wielokrotnie powtarzał datę 6 stycznia. Organizacje bojowe, takie jak Proud Boys i grupy powiązane z teorią spiskową QAnon, przygotowywały plany zebrania się przy Kapitolu Stanów Zjednoczonych. Strona Red-State Secession na Facebooku  zachęcała swoich zwolenników do publikowania adresów swoich „wrogów”. Trump kontynuował powtarzanie fałszywych twierdzeń o wyborach w wielu stanach aż do 6 stycznia, w tym w Georgii, Pensylwanii, Michigan, Nevadzie i Arizonie. Rano 6 stycznia Trump wygłosił przemówienie w Ellipse, parku w kształcie elipsy w pobliżu Białego Domu, i zachęcał swoich zwolenników, aby udali się na Pennsylvania Avenue, aby wywołać wśród republikańskich ustawodawców "rodzaj dumy i odwagi, jakiej potrzebują, żeby odzyskać nasz kraj". Sprowokowany przez Trumpa tłum zwolenników zaatakował Kapitol.
Atak na Kapitol z 6 stycznia spowodował rozpoczęcie wielu postępowań karnych. Izba Reprezentantów przegłosowała impeachment Trumpa po raz drugi 13 stycznia. Miesiąc później, 13 lutego, Trump został uniewinniony przez Senat. Izba Reprezentantów przegłosowała utworzenie komisji specjalnej do zbadania ataku w czerwcu 2021. Przed opracowaniem raportu końcowego  komisja zagłosowała za oskarżeniem Trumpa o cztery zarzuty później uwzględnione w akcie oskarżenia i skierowała sprawę do Departamentu Sprawiedliwości.
W wywiadzie dla CNN w styczniu 2022 zastępca prokuratora generalnego Lisa Monaco oświadczyła, że Departament Sprawiedliwości zbada spisek fałszywych wyborców Trumpa. W marcu 2022 Departament Sprawiedliwości wszczął śledztwo w sprawie wydarzeń z 6 stycznia i prób unieważnienia wyborów przez Trumpa. Departament Sprawiedliwości zaczął pozyskiwać zapisy rozmów telefonicznych z Białego Domu w kwietniu w związku ze śledztwem dotyczącym  6 stycznia, a federalna wielka ława przysięgłych wydała wezwania do prawników Trumpa w związku ze spiskiem fałszywych elektorów w maju. Washington Post poinformował w lipcu, że Departament Sprawiedliwości prowadzi śledztwo dotyczące działań Trumpa z 6 stycznia.
Śledztwo z 6 stycznia nadzorował Thomas Windom, mało znany prokurator federalny. 18 listopada 2022 prokurator generalny Merrick Garland wyznaczył Jacka Smitha na stanowisko specjalnego doradcy w śledztwie z 6 stycznia i dochodzeniu FBI w sprawie postępowania Donalda Trumpa z dokumentami rządowymi. Smith spriorytetyzował oba śledztwa przed rozwinięciem się kampanii prezydenckiej Trumpa w 2024. W czerwcu 2023 Trump został oskarżony w związku ze śledztwem dotyczącym tajnych dokumentów. Poprzedzając oskarżenie Trumpa w śledztwie dotyczącym 6 stycznia, prokuratorzy kontynuowali badanie kilku wątków, również za pomocą setek dokumentów dostarczonych przez byłego komisarza nowojorskiej policji Bernarda Kerika. 18 lipca Trump otrzymał tzw. target letter (list sądowy o wszczęciu postępowania). W następnym tygodniu jego prawnicy spotkali się z prokuratorami, co sygnalizowało zbliżające się zakończenie śledztwa.

## Tok postępowania

### Akt oskarżenia
Akt oskarżenia został odpieczętowany 1 sierpnia 2023. Wielka ława przysięgłych w Sądzie Dystryktowym Stanów Zjednoczonych dla Dystryktu Kolumbii postawiła Trumpowi cztery zarzuty: spisek w celu oszustwa Stanów Zjednoczonych, utrudnianie postępowania urzędowego, spisek w tym celu oraz spisek przeciwko prawom.  Sędzia Dystryktu Kolumbii Tanya S. Chutkan została wylosowana do rozpatrzenia sprawy.

When our research and campaign legal team can’t back up any of the claims made by our Elite Strike Force Legal Team, you can see why we’re 0-32 on our cases. I’ll obviously hustle to help on all fronts, but it’s tough to own any of this when it’s all just conspiracy shit beamed down from the mothership.

Według aktu oskarżenia 8 grudnia 2020 starszy doradca kampanii przyznał, że „nasz zespół badawczy i prawniczy kampanii nie może potwierdzić żadnych z zarzutów […] trudno jest przyjąć na siebie cokolwiek z tego, skoro to całe spiskowe gówno jest przesyłane ze statku-matki”. 1 stycznia Trump dowiedział się, że Mike Pence nie wierzy, iż wiceprezydent może odrzucić głosy elektorskie. Trump zadzwonił do Pence'a i powiedział mu: „Jesteś zbyt szczery”. 3 stycznia utrzymuje się, że zastępca radcy prawnego Białego Domu Patrick F. Philbin powiedział prywatnie, że jeśli Trump utrzyma się przy władzy, nastąpią „zamieszki w każdym większym mieście Stanów Zjednoczonych”, na co „współspiskowiec nr 4” (prawdopodobnie Jeffrey Clark) odpowiedział: „Dlatego istnieje Ustawa o Powstaniu” sugerując, że Trump mógłby użyć wojska, aby utrzymać się przy władzy. Akt oskarżenia opisał również wcześniej nieujawnioną dyskusję między Trumpem a radcą prawnym Białego Domu, Patem Cipollone, w której Cipollone doradził Trumpowi kilka godzin po rozpoczęciu zamieszek na Kapitolu aby wycofał swoje zarzuty wobec wyborów. Trump odmówił.

#### Współspiskowcy
Akt oskarżenia wymienia sześciu współspiskowców. Choć nie zostali oni wymienieni z nazwisk, agencje informacyjne podały  ich prawdopodobne tożsamości na podstawie informacji publicznych. Akt oskarżenia nie przedstawia im zarzutów.
- Współspiskowiec nr 1: prawnik Trumpa Rudy Giuliani, co potwierdził jego prawnik Robert Costello, który stwierdził, że akt oskarżenia „niszczy Pierwszą Poprawkę”[53].
- Współspiskowiec nr 2: prawnik Trumpa John Eastman, co potwierdził jego prawnik, Harvey Silverglate, który twierdził, że Eastman zostanie uniewinniony[61].
- Współspiskowiec nr 3: prawnik Trumpa Sidney Powell. CNN zauważyło, że daty "pozwu przeciwko Gubernatorowi Georgii" wspomnianego w akcie oskarżenia pasują do pozwu złożonego przez Powell[62]. 19 października Powell przyznała się do winy w procesie dotyczącym przestęptw wyborczych w stanie Georgia (w którym Trump jest wymieniony jako współoskarżony) w ramach porozumienia z prokuratorami, aby zeznawać przeciwko innym oskarżonym w przyszłych procesach[63][64].
- Współspiskowiec nr 4: prawnik Trumpa Jeffrey Clark. CNN porównało cytaty z e-maila w akcie oskarżenia do cytatów z raportu Senatu[62].
- Współspiskowiec nr 5: prawnik Trumpa Kenneth Chesebro. CNN odniosło się do informacji opublikowanych przez komisję ds. 6 stycznia(inne języki)[62][65]. 20 października Chesebro przyznał się do winy w procesie dotyczącym przestęptw wyborczych w stanie Georgia w zamian za zeznania w przyszłych procesach[66][67].
- Współspiskowiec nr 6: „konsultant polityczny”, który rzekomo wskazał prawników z Arizony, Georgii, Michigan, Nevady, Nowego Meksyku, Pensylwanii i Wisconsin, „którzy mogliby pomóc w znalezieniu fałszywych elektorów wyborczych”. 13 grudnia 2020 ta osoba dołączyła do rozmowy telefonicznej z Rudy Giuliani i starszym doradcą kampanii Trumpa[68].

### Postawienie w stan oskarżenia

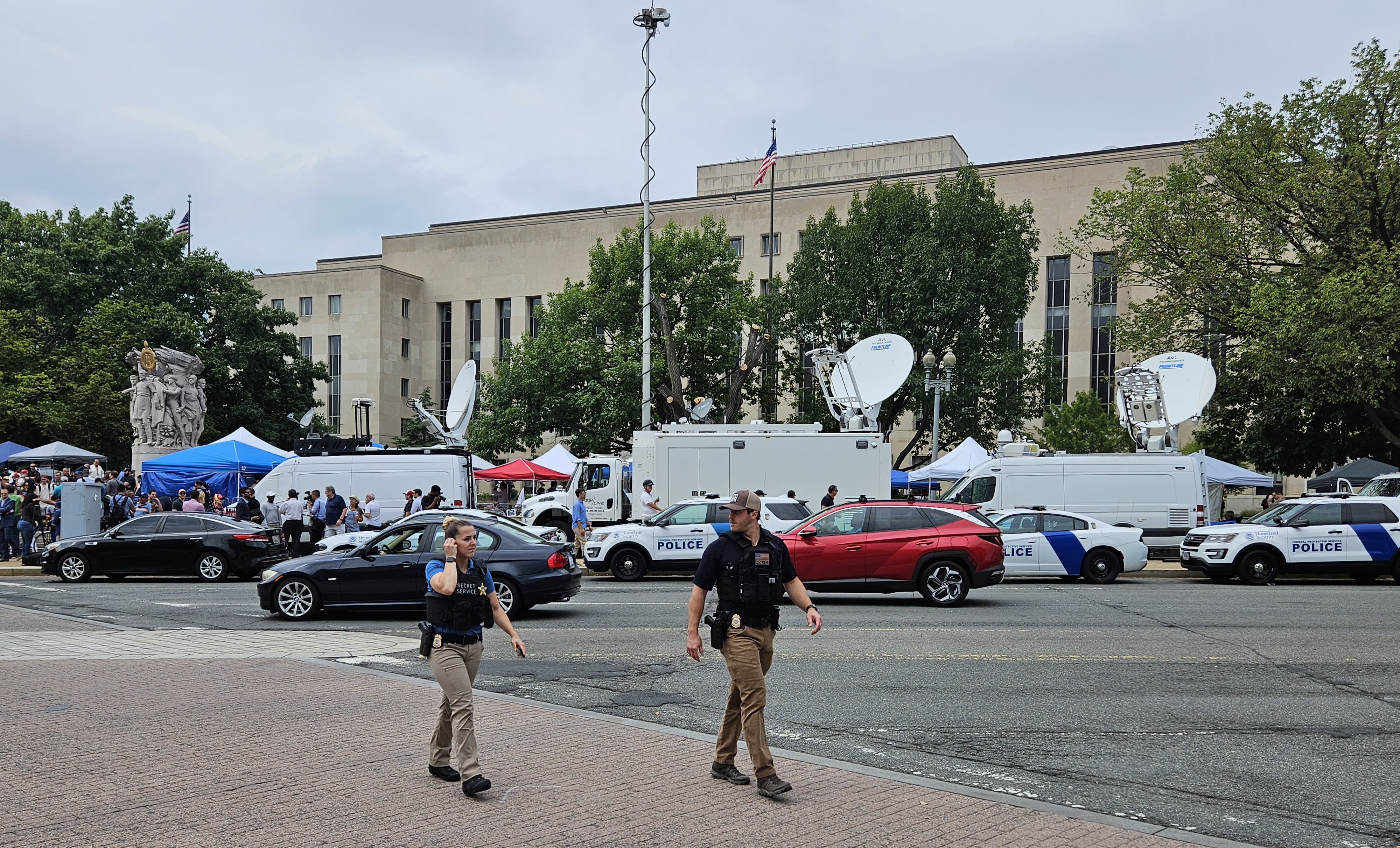
Dwóch agentów Secret Service Stanów Zjednoczonych patroluje budynek sądu przed postawieniem w stan oskarżenia

3 sierpnia Trump stawił się przed sędzią Moxilą A. Upadhyayą w Sądzie Stanów Zjednoczonych im. E. Barretta Prettymana w Waszyngtonie. Na rozprawie obecni również byli Jack Smith, podobnie jak prawnik Trumpa Evan Corcoran i główny sędzia James Boasberg. Na sali sądowej Trumpa reprezentowali prawnicy Todd Blanche i John Lauro, a prokuraturę reprezentowali Thomas Windom i Molly Gaston, do których dołączył agent specjalny Federalnego Biura Śledczego. Trump nie przyznał się do żadnego z zarzutów, a prokuratorzy potwierdzili, że nie będą ubiegać się o tymczasowe aresztowanie przed rozpoczęciem procesu.

### Po oskarżeniu

#### Harmonogram
Federalni prokuratorzy wnioskowali o ustalenie daty rozprawy na 2 stycznia 2024. Zespół Trumpa zaproponował termin w kwietniu 2026. Chutkan wyznaczyła datę rozprawy na 4 marca 2024. Początkowo wszystkie wnioski przedprocesowe miały być złożone do 9 października. 28 września prawnicy Trumpa poprosili o 60-dniowe przedłużenie terminu. 6 października Chutkan przedłużyła termin składania wniosków o oddalenie sprawy i innych wniosków rozstrzygających (z wyjątkiem wniosków in limine i wniosków o wyłączenie dowodów) do 23 października.

#### Nakazy ochronne i środki bezpieczeństwa
4 i 5 sierpnia specjalny prokurator złożył wnioski, prosząc sąd o ograniczenie Trumpa w wydawaniu publicznych oświadczeń na temat sprawy oraz o nałożenie na Trumpa i jego prawników zakazu ujawniania dowodów (co, jak zauważyli, Trump robił w innych sprawach). W szczególności cytowali posty na mediach społecznościowych z tych samych dni, w których Trump groził odwetem każdemu, kto „mu się sprzeciwi” i nazwał Pence’a „mającym urojenia”. Kampania Trumpa określiła to jako mowę polityczną, która powinna być dozwolona.  Gdy Chutkan nie przychyliła się do prośby zespołu Trumpa o dodatkowe trzy dni na odpowiedź, Trump zaatakował ją w mediach społecznościowych, domagając się odsunięcia jej ze sprawy i przeniesienia sprawy poza Dystrykt Kolumbii. 7 sierpnia prawnicy Trumpa poprosili o mniej restrykcyjny nakaz, który „chroniłby jedynie naprawdę wrażliwe materiały przed ujawnieniem publicznym”, na co prokuratorzy odpowiedzieli, że Trump chce „rozstrzygnąć tę sprawę w mediach, a nie w sali sądowej”. Chutkan zaplanowała rozprawę na 11 sierpnia.
8 sierpnia Trump nalegał, że będzie kontynuować publiczne wypowiadanie się na temat sprawy. 10 sierpnia Chutkan została zauważona pod ochroną marshalów, co ujawniło najwyraźniej zwiększony poziom bezpieczeństwa. Kobieta z Teksasu została oskarżona w następnym tygodniu o pozostawienie Chutkan wiadomości głosowej z rasistowskimi i seksistowskimi obelgami, w której groziła: „Hej, ty głupia czarnucho-niewolniku ... Jeśli Trump nie zostanie wybrany w 2024 przyjdziemy cię zabić, więc stąp ostrożnie, suko ... Będziesz celem ty, twoja rodzina, wszystko”. Na rozprawie 11 sierpnia Chutkan wydała lżejszy nakaz ochronny, niż żądali prokuratorzy, którzy chcieli zabezpieczyć wszystkie dowody przekazane podczas postępowania przygotowawczego. Nakaz ochronny umożliwił Trumpowi dostęp do pewnych niewrażliwych informacji. Upomniała prawników Trumpa, że podżegające publiczne uwagi byłego prezydenta spowodują, że podejmie kroki w celu przyspieszenia procesu i zapobiegnięcia potencjalnemu manipulowaniu świadkami i zanieczyszczeniu składu ławy przysięgłych. Podkreśliła, że status Trumpa jako oskarżonego w sprawie kryminalnej ma pierwszeństwo przed jego wolnością słowa jako kandydata politycznego.
Chutkan orzekła, że Trump może przeglądać materiały samodzielnie, ale tylko wtedy, gdy jego prawnicy zapewnią, że nie ma przy sobie żadnego urządzenia, którym mógłby je kopiować. Prokurator powiedział sądowi, że po wprowadzeniu nakazu ochrony, specjalny prokurator spodziewa się dostarczyć obronie około 11,6 miliona stron lub plików materiałów do końca sierpnia. Dokumenty sądowe opublikowane 15 września pokazują, że specjalny prokurator wcześniej poprosił sędzię Chutkan w zapieczętowanych aktach o nałożenie „ściśle dostosowanego” zakazu mówienia na Trumpa, twierdząc, że od czasu jego oskarżenia „codziennie niemal rozpowszechnia on zniesławiające i zapalne publiczne posty na Truth Social dotyczące obywateli Dystryktu Kolumbii, sądu, prokuratorów i potencjalnych świadków”. 29 września Smith złożył kolejne pismo w związku z nowszymi obraźliwymi uwagami, jakie Trump wygłosił na temat Brada Raffensbergera, Williama Barra i byłego Przewodniczącego Kolegium Połączonych Szefów Sztabów Marka Milleya, z których wszyscy zostali zidentyfikowani jako świadkowie w akcie oskarżenia przeciwko Trumpowi. 22 września Trump zasugerował, że Milley powinien zostać stracony za zdradę stanu. W dokumencie stwierdzono: „Żadnemu innemu oskarżonemu w sprawie kryminalnej nie pozwolono by na wydawanie publicznych oświadczeń insynuujących, że znany świadek w jego sprawie powinien być stracony. Temu oskarżonemu też nie powinno być na to pozwolone”.
Po przesłuchaniu 16 października Chutkan wydała ograniczony nakaz milczenia. Nakaz milczenia zabrania wszystkim stronom wydawania publicznych oświadczeń wymierzonych w Jacka Smitha lub jego personel, obrońców lub ich personel, sędziego lub pracowników sądu oraz którychkolwiek potencjalnych świadków lub odnoszących się do zeznań świadków zawierające zniesławienia, zastraszanie lub nękanie. Nakaz milczenia nie zabrania natomiast Trumpowi wydawania oświadczeń krytykujących administrację Bidena, Departament Sprawiedliwości, Dystrykt Kolumbii, innych kandydatów prezydenckich i ich platformy polityczne oraz opisywania postępowania sądowego jako niesprawiedliwego lub politycznie motywowanego. Prawnicy Trumpa złożyli apelację od nakazu milczenia następnego dnia, twierdząc, że nakaz narusza klauzulę wolności słowa opisanej w 1. poprawce, do której Chutkan 20 października wydała postanowienie wstrzymujące nakaz milczenia. 25 października prokuratura złożyła odpowiedź na postanowienie wstrzymujące, w której nalegała na przywrócenie nakazu milczenia. Tego samego dnia American Civil Liberties Union wydała opinię amicus curiæ sprzeciwiając się nakazowi milczenia i argumentując to naruszeniem 1. poprawki.
29 października Chutkan przychiliła się do wniosku prokuratury stwierdzając w swoim orzeczeniu, że "prawa pierwszej [oprawki uczestników postępowań karnych ... ustępują pierwszeństwa, gdy jest to konieczne do utrzymania porządku w wymiarze sprawiedliwości — zasadę odzwierciedla precedens Sądu Najwyższego"powołując się na sprawę Gentile v. State Bar of Nevada (1991), w której "w przeciwieństwie do argumentu oskarżonego prawo do uczciwego procesu nie należy wyłącznie do niego, ale również do rządu i społeczeństwa". 2 listopada prawnicy Trumpa złożyli apelację do Sądu Apelacyjnego Dystryktu Kolumbii, prosząc o przywrócenie wstrzymania podczas rozpatrywania apelacji i wydanie orzeczenia w sprawie apelacji do 10 listopada oraz zwrócili się, aby w przypadku odrzucenia apelacji przez Sąd Apelacyjny, wstrzymać przywrócenie nakazu na 7 dni podczas składania apelacji do Sądu Najwyższego. 3 listopada Sąd Apelacyjny przyjął wniosek o wstrzymanie i wyznaczył termin rozprawy na 20 listopada.

#### Dobór ławy przysięgłych i świadków
10 października prokuratorzy zalecili, aby przesiew potencjalnych ławników rozpoczął się na początku lutego. Uznając, że ten proces będzie wiązał się z ujawnieniem tożsamości ławników zespołom prawnym, prokuratorzy zalecili zakazanie adwokatom "dodawania do znajomych" lub "obserwowania" kont w mediach społecznościowych potencjalnych ławników. 24 października ABC News i The Guardian poinformowały z anonimowych źródeł, że szef personelu Białego Domu administracji Trumpa, Mark Meadows, otrzymał immunitet prawny od Jacka Smitha w zamian za zeznania pod przysięgą i zeznawał przed wielką ławą przysięgłych. Następnego dnia CBS News poinformowało również od anonimowych źródeł, że Meadows współpracuje z prokuratorami i zeznawał przed wielką ławą przysięgłych, ale nie potwierdziło, czy Meadows otrzymał immunitet, podczas gdy adwokat Meadowsa powiedział CBS News, że raport ABC News był "w dużej mierze nieprawdziwy". 25 października prokuratura wydała oświadczenie odnoszące się do wstrzymania nakazu milczenia, w którym odniosła się do posta Trumpa z 24 października na Truth Social o raporcie jako "niewątpliwie wiadomości grożącej przewidywanym świadkom w tej sprawie". 2 listopada Chutkan orzekła, że dobór ławy przysięgłych rozpocznie się 9 lutego i nakazała, aby strony nie udostępniały żadnych badań puli ławników żadnej innej jednostce prawnej (jak np. kampania prezydencka Trumpa) ani nie ujawniały publicznie tożsamości potencjalnych ławników.

#### Wnioski przedprocesowe
Tymczasem podczas wywiadów w głównych sieciach telewizyjnych 7 sierpnia nowy prawnik Trumpa, John Lauro, twierdził, że „techniczne naruszenie Konstytucji nie jest naruszeniem prawa karnego”, więc było „po prostu błędne”, że Trump naciskał na Pence'a, aby naruszył prawo. Pence powiedział cztery dni wcześniej, że Trump i jego doradcy naciskali na niego „w zasadzie, aby unieważnić wybory”. 11 września Trump poprosił Chutkan, aby się wycofała, zarzucając jej „przesądzanie o faktach istotnych dla sprawy i jego winie”. 17 września ponowił prośbę. Chutkan odrzuciła ten wniosek dziesięć dni później.
5 października prawnicy Trumpa złożyli wniosek, w którym prosili Chutkan o umorzenie całego aktu oskarżenia, powołując się na immunitet prezydencki na podstawie sprawy Nixon v. Fitzgerald (1982). Powołując się na pozwy złożone przez reprezentantów Benniego Thompsona i Erica Swalwella oraz dwóch policjantów Kapitolu Stanów Zjednoczonych przeciwko Trumpowi za jego postępowanie podczas ataku na Kapitol 6 stycznia sędzia Sądu Stanów Zjednoczonych dla Dystryktu Kolumbii Amit Mehta orzekł w lutym 2022, że immunitet prezydencki nie chroni Trumpa przed pozwami. W październiku 2023 orzeczenie Mehty było przedmiotem apelacji w Sądzie Apelacyjnym Dystryktu Kolumbii. W złożonym 10 października piśmie procesowym prokuratorzy stwierdzili, że Trump i jego zespół prawny wielokrotnie ogłaszali, że będą stosować obronę opartą na "radzie prawnika", czyli przypisywanie winy niektórym prawnikom za błędne doradzanie Trumpowi. Prokuratorzy poprosili Chutkan o nakazanie Trumpowi ujawnienia do 18 grudnia, czy zamierza użyć tej obrony. Obrona ta wymagałaby od Trumpa ujawnienia komunikacji i dowodów związanych z jego obecnymi i byłymi prawnikami, co oznaczałoby rezygnację z jego twierdzeń o przywileju adwokat-klient. Prokuratorzy zauważyli w swoim wniosku, że co najmniej 25 świadków powołało się na przywilej adwokata-klienta w trakcie ich śledztwa.
11 października prawnicy Trumpa złożyli wniosek o ujawnienie dowodów na podstawie twierdzeń przedstawiciela USA Barry'ego Loudermilka, że Komitet 6 Stycznia Izby Reprezentantów nie przekazał wszystkich swoich dowodów podczas dochodzenia przez Podkomisję Nadzoru Administracji Izby. We wniosku zażądali oni wydania nakazów stawienia się przed sądem dla Benniego Thompsona (przewodniczącego komitetu 6 stycznia), Loudermilka, Podkomisji Nadzoru Administracji Izby, Sekretarza Izby Reprezentantów, Archiwisty Stanów Zjednoczonych oraz prawników Białego Domu i Departamentu Bezpieczeństwa Krajowego. 23 października prawnicy Trumpa złożyli wiele wniosków o oddalenie aktu oskarżenia na podstawie naruszenia wolności słowa oraz klauzuli o podwójnym oskarżeniu z 5. poprawki (ze względu na uniewinnienie Trumpa w drugim procesie impeachmentowym), argumentując je tym, że zarzuty są tendencyjne i podżegające oraz że akt oskarżenia jest dobrany selektywnie przeciwko Trumpowi.

## Reakcje

### Pozwany
Kampania Trumpa odpowiedziała na akt oskarżenia komunikatem prasowym, oskarżając prezydenta Joe Bidena o prześladowanie polityczne twierdząc, że jest to ingerencja w wybory. Kampania Trumpa wydała oświadczenie, w którym nazwała akt oskarżenia „przypominającym nazistowskie Niemcy”, co ostro skrytykowali m.in. Jonathan Greenblatt z Ligi Antydefamacyjnej, American Jewish Committee i Jewish Democratic Council of America.

### Republikanie popierający akt oskarżenia
- Mike Pence, który był wiceprezydentem Trumpa i ubiega się również o nominację Republikanów w wyborach prezydenckich w 2024, w którym ostro potępił Trumpa, stwierdzając, że to akt oskarżenia to „ważne przypomnienie, że każdy, kto stawia siebie ponad konstytucję nigdy nie powinien zostać prezydentem Stanów Zjednoczonych”[136]. W wywiadzie z dziennikarzami na Indiana State Fair następnego dnia rozwinął swoje uwagi, stwierdzając, że jako wiceprezydent nie mógł unieważnić wyników wyborów[137].
- Były prokurator generalny USA William Barr powiedział, że sprawa przeciwko Trumpowi jest uzasadniona i że złoży zeznania, jeśli zostanie wezwany[138].
- Adam Kinzinger, członek Komitetu 6 stycznia i były przedstawiciel stanu Illinois, napisał na Twitterze, że „dziś sprawiedliwość ma swój początek” i dodał, że Trump to „rak naszej demokracji”[139].
- Były gubernator stanu New Jersey, Chris Christie, który ubiega się o nominację Partii Republikańskiej na prezydenta w 2024, powiedział, że Trump „przysiągł na Konstytucję, złamał przysięgę i przyniósł hańbę swojej prezydenturze”[140].
- Były gubernator Arkansas Asa Hutchinson, który ubiega się o nominację Partii Republikańskiej na prezydenta w 2024 r., powiedział, że „Trump zdyskwalifikował się z możliwości ponownego objęcia najwyższego urzędu w naszym kraj”[141].
- 14 sierpnia 2023 jedenastu byłych sędziów i federalnych urzędników prawnych mianowanych przez Republikanów złożyło opinię amicus curiæ, że zgadzają się z proponowaną przez Jacka Smitha datą procesu na 2 stycznia 2024[142]. W dokumencie stwierdzili też: „Nie ma ważniejszej kwestii stojącej przed Ameryką i Amerykanami – i przed samym funkcjonowaniem demokracji – niż to, czy były prezydent jest winny kryminalnego podważania wyborów i demokracji w Ameryce, aby pozostać przy władzy”[142].

### Republikanie sprzeciwiający się aktowi oskarżenia
- Ron DeSantis, gubernator Florydy, który również ubiega się o nominację Partii Republikańskiej na prezydenta w 2024, napisał na Twitterze, że jeśli zostanie wybrany „położy kres zbrojeniu rządu, zastąpi dyrektora FBI i zapewni wszystkim Amerykanom jednolite standardy sprawiedliwości”. Wyraził również zgodę z twierdzeniem oskarżonego, że zarzuty są motywowane politycznie. Ponadto DeSantis wcześniej wyraził zamiar ułaskawienia Trumpa, jeśli miałby wygrać prezydenturę[143].
- Spiker Izby Reprezentantów Kevin McCarthy napisał na Twitterze, że Republikanie w Izbie Reprezentantów „kontynuować odkrywanie prawdy o Biden Inc. i dwupoziomowym systemie sprawiedliwości”[144].
- Z nadchodzącym terminem 30 września na finansowanie rządu na nadchodzący rok budżetowy rozpoczynający się 1 października niektórzy Republikanie w Izbie Reprezentantów proponowali wykorzystanie swojej władzy budżetowej, aby próbować zatrzymać federalne i stanowe oskarżenia przeciwko Trumpowi. Zamknięcie rządu nie miałoby jednak wpływu na postępowania sądowe[145].

### Demokraci popierający akt oskarżenia
- Lider większości w Senacie Chuck Schumer we wspólnym oświadczeniu z przywódcą Demokratów w Izbie Reprezentantów Hakeemem Jeffriesem powiedział: „Nikt nie jest ponad prawem – łącznie z Donaldem Trumpem”.
- Członkowie Izby Nancy Pelosi, Joaquin Castro i Rashida Tlaib również wyrazili poparcie dla aktu oskarżenia[144].